# Sadek (rappeur)
Pour les articles homonymes, voir Sadek et Bourguiba.
Sadek, de son nom complet Sadek Bourguiba, né le 25 mai 1991 à Neuilly-Plaisance en Seine-Saint-Denis, est un rappeur et acteur français.

## Biographie

### Jeunesse et débuts
Né d'une mère russe et d'un père tunisien, Sadek  Bourguiba grandit dans la cité des Cahouettes à Neuilly-Plaisance, en Seine-Saint-Denis.
Après avoir été renversé par une voiture à l'âge de 11 ans, il souffre de fractures des bras, des jambes et d'une double fracture ouverte au tibia. Alité pendant douze mois à la suite de cet accident, il prend des cours par correspondance et écrit ses premiers textes de rap. Après son rétablissement, il participe à des battles de rap avec ses amis du collège avant de tenter sa chance au Quai 54, une compétition de street basketball animée par Mokobé, rappeur de l'emblématique groupe 113.
Avant la finale, Mokobé propose au public de venir rapper ou danser sur scène. Sadek tente sa chance et remporte un clash en freestyle. À la suite de cette prestation, il est contacté par l'organisateur et fondateur de la compétition, Hamadoun Sidibé, qui souhaite l'encourager. Toutefois lorsque Sadek lui demande de le produire, Hamadoun refuse, arguant que le rap et la musique en général n'est pas son domaine, bien qu'il ait des amis dedans. Dans le clip de Mektoub, on voit comment Sadek est parvenu à convaincre Hamadoun en tentant plusieurs fois de lui faire écouter sa mixtape. Ces efforts ont finalement porté leurs fruits, permettant à Sadek de signer en Major. À la même période, il obtient son baccalauréat littéraire.
Sadek a publié neuf disques, bénéficiant de collaborations avec des rappeurs français populaires comme Soprano, Niro, Gradur ou SCH. Il a également collaboré avec les rappeurs américains Jae Millz et Meek Mill. En 2015, alors qu'il se trouve en état d'obésité morbide, il perd plus de 90 kilos.

### Carrière
Sadek publie sa première mixtape, La légende de Johnny Niuuum, le 12 mars 2012.
Un an après, le 11 mars 2013, il sort son premier album studio : Les Frontières du réel.
En 2014, il sort En attendant JNNMJ (Johnny Niiium Ne Meurt Jamais), suivi de En attendant JNNMJ 2, puis Johnny Niuuum Ne Meurt Jamais le 13 avril 2015.
En 2016, Sadek publie un nouveau projet de six titres intitulé Roulette Russe[source secondaire souhaitée].
Le 8 juillet 2016, il sort l'album Nique le Casino. Cet opus est certifié disque d'or fin janvier 2017, un peu plus de cinq mois après sa sortie.
Dans le film Tour de France, sorti le 23 novembre 2016, Sadek interprète le rôle d'un jeune rappeur contraint de quitter sa cité avec Gérard Depardieu. Ce dernier joue pour sa part un peintre raciste, fâché contre son fils converti à l'Islam, ami du personnage incarné par Sadek.
Le 15 septembre 2017, l'artiste publie l'album VVRDL (Vulgaire, Violent et Ravi d'Être Là), qui accueille des collaborations avec Ninho et Niska. L'album est certifié disque d'or un peu moins de deux mois après sa sortie. En avril 2018, sept mois après sa parution, VVRDL est certifié disque de platine.
Le 28 septembre 2018, Sadek sort un nouvel album intitulé Johnny de Janeiro. Sur ce projet il collabore notamment avec MHD, Heuss l'Enfoiré, Sofiane et YL. Une semaine après sa sortie, l'opus s'écoule à 6 805 exemplaires.
Sadek a participé en 2018 à la cinquième édition d'AbbéRoad[source insuffisante], concert caritatif organisé par la Fondation Abbé Pierre.

## Affaires judiciaires

### Agression sur Bassem Braïki (2020)
Le 11 février 2020, vers 4 heures du matin, il participe avec trois autres personnes à l'agression de Bassem Braïki,.
Cela se produit après l'annulation le 8 février d'un showcase de l'artiste à Saint-Priest, que Bassem avait appelé à perturber. Après des échanges de messages et l'envoi d'une adresse, Sadek et ses amis se sont rendus au domicile du blogueur puis l'ont roué de coups, avec leurs pieds et des matraques. Des vidéos de l'agression prises par Sadek lui-même ont été diffusées sur Snapchat et Twitter.
Le jour même de l'agression, Sadek déclare « ne pas être fier de lui et avoir cédé comme un imbécile à la violence et à la haine car il ne supportait plus les menaces ». Arrêté le 12 février à Bagnolet alors qu'il s'apprêtait à se rendre aux autorités — après consultation de son avocat — il est mis en examen et placé en détention provisoire avec un de ses complices deux jours après.
Après un mois et demi de détention provisoire, il est libéré le 27 mars 2020 sous contrôle judiciaire avec interdiction de se rendre dans le Rhône, où réside Bassem Braïki, ainsi que d'entrer en contact avec lui. Sadek est également obligé de se rendre au commissariat deux fois par mois. Il avait interjeté appel de son placement en détention provisoire dès son incarcération mi-février ; la chambre d'instruction de la Cour d'appel de Lyon demanda alors une étude sur la faisabilité d'un bracelet électronique. Finalement, l'artiste est remis en liberté sans bracelet mais placé sous contrôle judiciaire. Il a « pris conscience de la nature des faits reprochés », déclare son avocat,.

## Discographie

### Apparitions
- 2011 : DJ Abdel feat. Sadek, L.E.C.K. et Demo - All Access (sur l'album Evolution 2011)
- 2011 : La Fouine feat. Sadek, R.E.D.K., S.Pri Noir, Still Fresh - Pendez - les 2012 (sur l'album Capital du crime 3)
- 2013 : S.Pri Noir, Sadek, Nessbeal, Sneazzy, Still Fresh, Disiz, Nekfeu, Taïro, Dry, Kool Shen, Soprano, Lino et Akhenaton - La marche, (sur la bande originale du film La marche)
- 2014 : Ninho feat. Sadek – Clan des loups (sur la mixtape Ils Sont Pas Au Courant Volume 1)
- 2015 : Lacrim feat. SCH et Sadek – 6.35 (sur la mixtape R.I.P.R.O. Volume I)
- 2015 : Seth Gueko feat. Sadek et Joke – Boulette en métal (sur l'album Professeur Punchline)
- 2015 : SCH]feat. Sadek et Lapso Laps – Pas de manières (sur la mixtape A7)
- 2016 : Kore feat. Lapso Laps, Sadek, Lacrim et SCH – Mon frelo Remix (sur la bande originale du film Pattaya)
- 2016 : PSO Thug feat. Sadek – Plein les poches (sur l'album Demoniak)
- 2016 : Ninho feat. Sadek – La Roma (sur l'album M.I.L.S)
- 2017 : Rim'K feat. Sadek – Hitch (sur l'album Fantôme)
- 2018 : Master Sina – Fransa feat. Cheb Bachir et Sadek
- 2018 : Dosseh feat. Sadek – Tout Est Neuf
- 2018 : Chintawaz feat. Sadek et Leto – Représailles en Moto
- 2018 : Kore feat. Sadek et Kofs – 9 Mili (sur la BO du film Taxi 5)
- 2018 : Sadek – Marrakech (sur la compilation Game Over)
- 2018 : Sofiane, Vald, Mac Tyer, Soolking, Sadek, Kalash Criminel et Heuss l'Enfoiré - Woah (sur la compilation 93 Empire)
- 2018 : Sadek, Q.E Favelas, GLK - Maman veut pas (sur la compilation 93 Empire)
- 2018 : Sadek, Dinos, Ixzo - Drive by (sur la compilation 93 Empire)
- 2018 : Benab feat. Sadek - Dis-moi
- 2019 : Da Uzi feat Sadek: La loi du talion (sur la mixtape Mexico)
- 2019 : Seth Gueko feat. Sadek – Dans quelques euros (sur l'album Destroy)
- 2019 : K-Point, Sadek - Samoussa (sur l'album Temps Additionnel)
- 2019 : Jok'Air, Sadek - Ola Ola (sur l'album Jok'Travolta)
- 2019 : Demon One, Sadek, Obeydie - Go
- 2019 : Leto feat. Sadek - Pure (sur la mixtape Trap$tar 2)
- 2019 : Dinor Rdt, Sadek - Faits divers (sur l'album Lunettes 2 Ski)
- 2019 : Popey feat. Sadek - Tchop
- 2019 : Feder feat. Sadek - Parigo
- 2020 : PSO Thug feat. Sadek - Les petits (sur l'EP Code 1.8.7 : Introduction)
- 2020 : Brulux feat. Sadek - Ça recommence (sur l'album La Sans pitax)
- 2020 : Dika feat. Sadek - Coeur glacé
- 2021 : Mister You feat. Sadek - L'impasse (sur l'album HLM 2)
- 2021 : Hornet La Frappe feat. Sadek et Zikxo - L'impasse (sur l'album 20/21)
- 2021 : Zikxo feat. Sadek - Surprise (sur l'album Jeune et ambitieux)
- 2021 : Dj Quick feat. Sadek et Max Paro - P'tit mort (sur l'album Mal Luné Music)
- 2021 : Kore feat. Sadek - Gambas (sur la BO du film En Passant Pécho)
- 2021 : Tiitof feat. Sadek, Kanoé, ZeGuerre, Cheu-B - Bad Boy (Remix)
- 2021 : Almas feat. Sadek - Casanier
- 2021 : Tunisiano feat. Sadek, Alkpote et Brulux - 00216
- 2023 : Sadek - Changement de propriétaire (chaine YouTube COLORS)
- 2023 : YL feat Sadek - Papicha (sur l'album Larlar Part. 1)

## Filmographie

### Cinéma
- 2016 : Tour de France de Rachid Djaïdani : Farouk
- 2017 : Fleuve noir d'Érick Zonca : le collègue de Visconti
- 2021 : En passant pécho de Julien Royal

### Télévision
- 2018 : Le Bureau des légendes d'Éric Rochant : Malik (saison 4, épisode 10)
- 2021 : Christmas Flow de Nadège Loiseau : Verno